# Tour de Hongrie
A Tour de Hongrie egy profi országúti kerékpárverseny Magyarországon. Először 1925-ben rendezték meg. Az első versenyt a magyar Jerzsabek Károly nyerte, a jelenlegi címvédő az ecuadori Harold Martín López.
A Tour de Hongrie 2023-tól kezdődően az UCI ProSeries része.

## Története

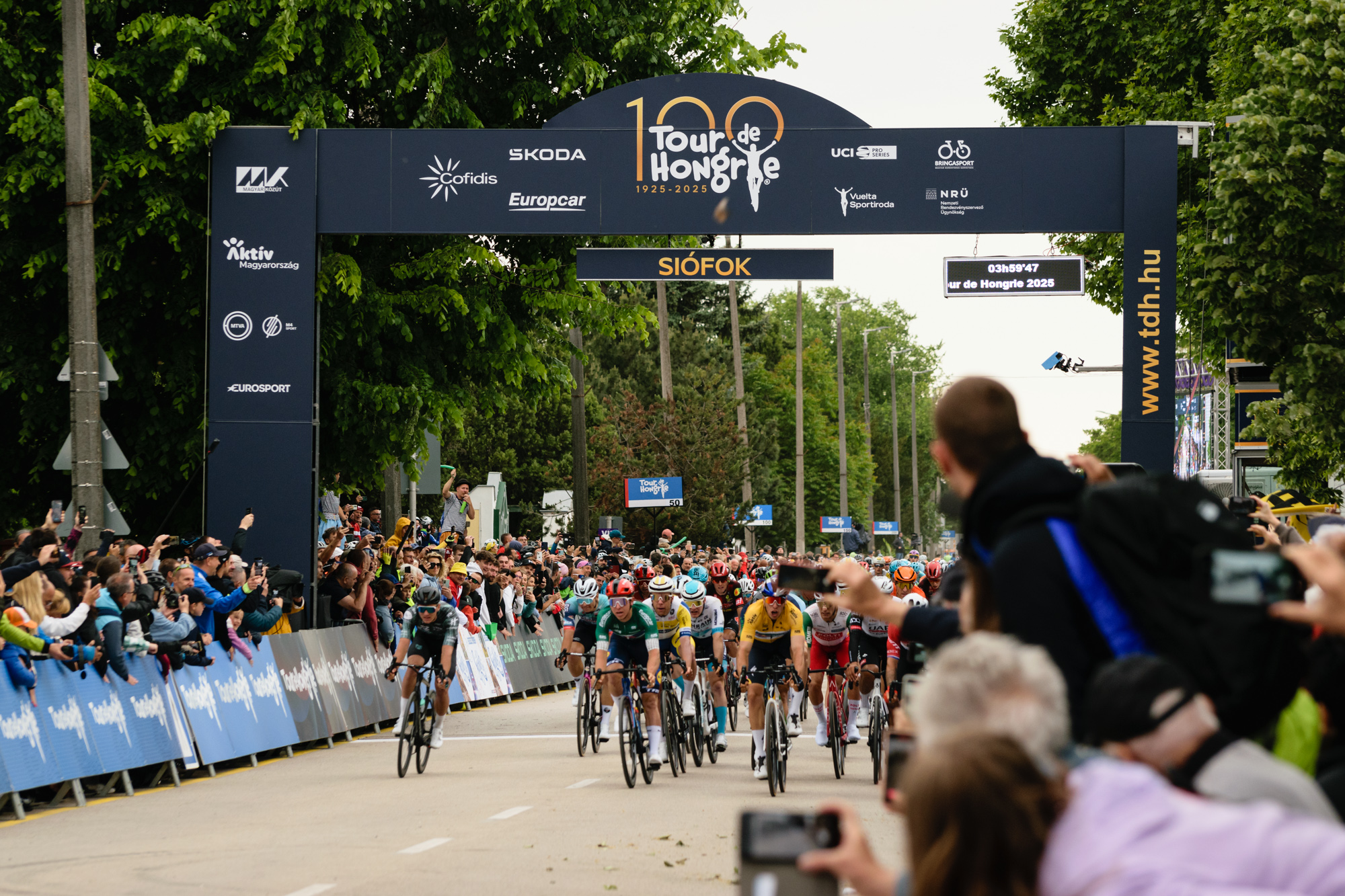
A 2025-ös Tour de Hongrie 2. szakaszának befutója Siófokon

A verseny kezdetben 3 napos volt, majd később 4 illetve 5. Az 1942-es viadal ismét 3. Az 1956-os volt az első 7 napos verseny. A Tour de Hongrie-n kezdetben csak hazai versenyzők indultak. 1929-ben szerepelt az első külföldi versenyző. 1928-ban a kerékpáros világbajnokság, 1936-ban az olimpiai játékok miatt nem rendezték meg a versenyt. A második világháború után csak kisebb-nagyobb megszakításokkal került sor a megmérettetésre. Az 1965-ös verseny megrendezése után  egy hosszú, 28 éves szünet következett.
A Tour de Hongrie a rendszerváltás után, 1993 és 1998 között újra bekerült a kerékpáros versenynaptárba, ekkor a versenyigazgató Sipos János, a főszponzor pedig a Coca-Cola volt. Ezután egy kétéves szünet következett. 
2001 és 2005 között szintén egy egykori kerékpárversenyző, Eisenkrammer Károly vette kézbe a verseny ügyét. Ehhez a korszakhoz fűződik a mára már ikonikussá váló kékestetői hegyibefutó útvonalba iktatása (a csúcsra vezető aszfaltút 1978-ban készült el).
2006-tól 2008-ig a verseny lebonyolításának jogát a Kerékpársport 2000 Alapítványnak ítélte a Magyar Kerékpáros Szövetség. Ezekben az években a verseny szakaszai Borsod-Abaúj-Zemplén megyében kerültek megrendezésre egy 2007-es kassai kitérővel. Azt ezt követő 7 évben a Tour de Hongrie nem került megrendezésre. 
A verseny 2015-től indult újra, Eisenkrammer Károly vezetésével. Azóta a Tour de Hongrie fejlődése folyamatos, többször is sikeresen szintet lépett a nemzetközi kerékpársport versenynaptárában: a Tour de Hongrie 2015 és 2022 között a UCI Europe Tour része volt, először 2.2, míg 2018-tól már egy szinttel magasabb, 2.1 kategóriás besorolással. Az újabb szintlépésre sem kellett sokat várni, 2022 szeptemberében ugyanis az UCI bejelentette, hogy a versenyt 2023 és 2025 között az országútikerékpár-versenyek második legmagasabb szintű sorozatába, az UCI ProSeriesbe sorolta be. Az előkelőbb versenybesorolásnak köszönhetően a korábban megszokott Continental és ProTeam (korábbi elnevezés szerint Professional Continental) besorolású csapatok mellett 2020-tól a legmagasabb szintet képviselő WorldTeam csapatok is részt vesznek a versenyen.

## Útvonal
A többéves kihagyás után 2015-ben újrainduló Tour de Hongrie az elmúlt években általában 5-6 szakaszból állt. A szakaszok hossza jellemzően 100 és 200 km között változik, míg a verseny teljes hossza általában 700 illetve 900 km közé esik. A verseny történetének leghosszabb (1393 km) kiadása a 9 szakaszból álló 1962-es Tour de Hongrie volt, míg a legtöbb szakasszal (10) az 1994-es verseny bírt. A valaha volt leghosszabb szakasz az 1942-es verseny Budapest és Nagyvárad közötti nyitó szakasz volt a maga 280 km-es távjával.
Magyarország földrajzi adottságainál fogva a szakaszok többsége sík, ami a elsősorban sprintereknek kedvez, de minden évben van egy-egy hegyi szakasz is, akár 3200 métert is meghaladó szintkülönbséggel. A szurkolók körében is rendkívül népszerű kékestetői hegyi befutó eredménye többnyire az összetett verseny végeredményére is döntő hatással bír. Ezen felül a Mátra, a Bükk, a Pilis illetve időnként a Mecsek emelkedői is szerepelnek az útvonalban, mint a hegyi pontverseny szempontjából fontos hegyi részhajrák, amelyeket nehézség (hossz, meredekség) szerint három kategóriába sorolnak a szervezők:
1. kategória – Kékestető, Galyatető, Bükkszentkereszt, Hollóstető, Bánkút, Dobogókő
2. kategória – Mátraháza, Répáshuta, Két-bükkfa-nyereg, Lapis
3. kategória – számos kisebb emelkedő

## Mezőny
A Tour de Hongrie mezőnye az utóbbi években rendszerint 16-22, egyenként 6 fős csapatból áll. A mezőny többsége külföldi bejegyzésű UCI WorldTeam, UCI ProTeam illetve UCI Continental Team besorolású csapatokból áll, ezen felül házigazdaként a magyar nemzeti válogatott is részt vesz a versenyen.

## Megkülönböztető trikók
A Tour de Hongrie megkülönböztető trikói többnyire a nemzetközi kerékpársportban megszokott mintákat követik:
- sárga – az egyéni összetett versenyben vezető versenyző viseli
- zöld – a gyorsasági pontversenyben vezető versenyző viseli
- piros – a hegyi pontversenyben vezető versenyző viseli
- fehér – az egyéni összetett versenyben legjobb helyen álló magyar versenyző viseli

## Dobogósok

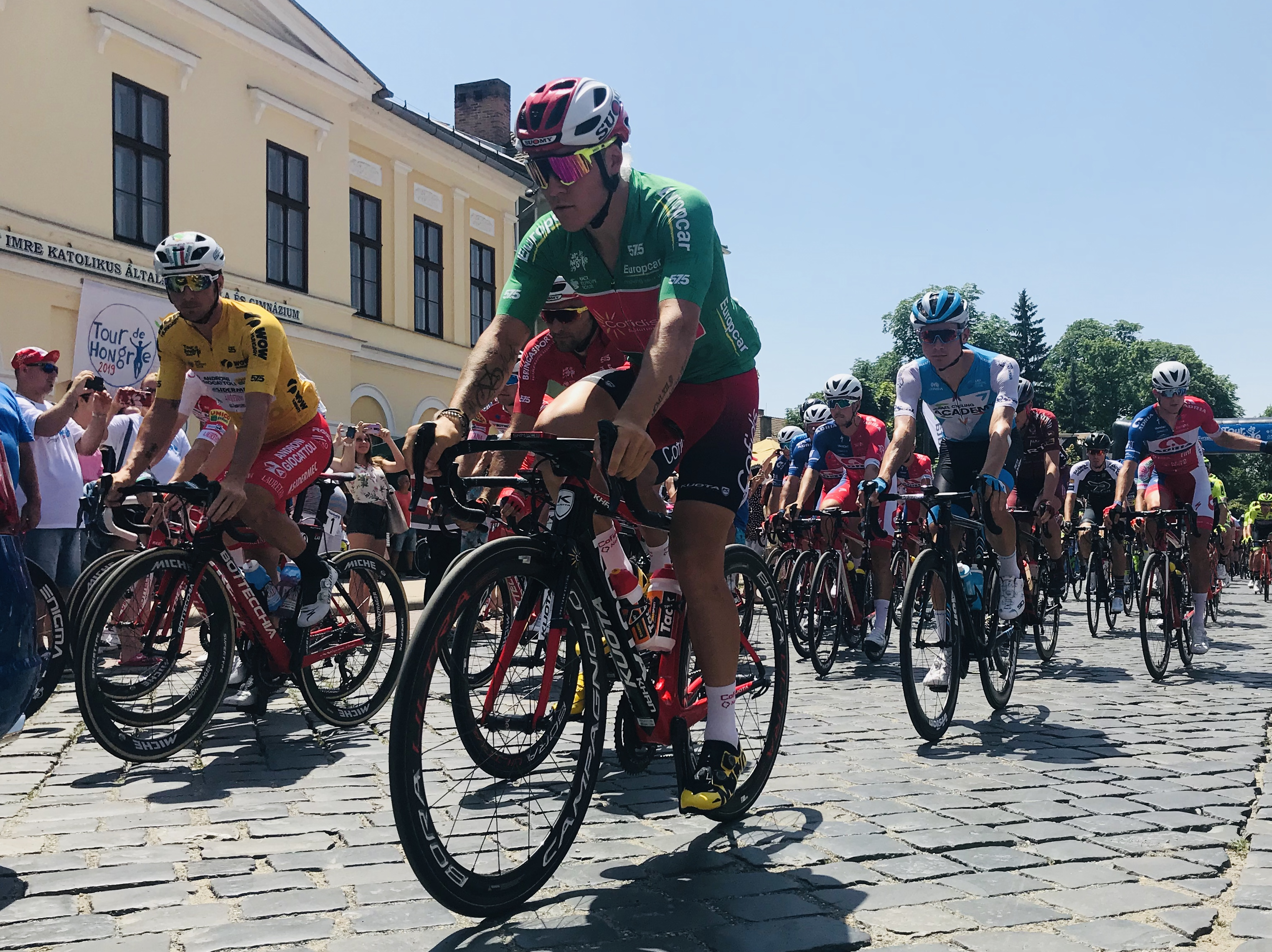
A 2019-es Tour de Hongrie mezőnyének indulása Balassagyarmatról

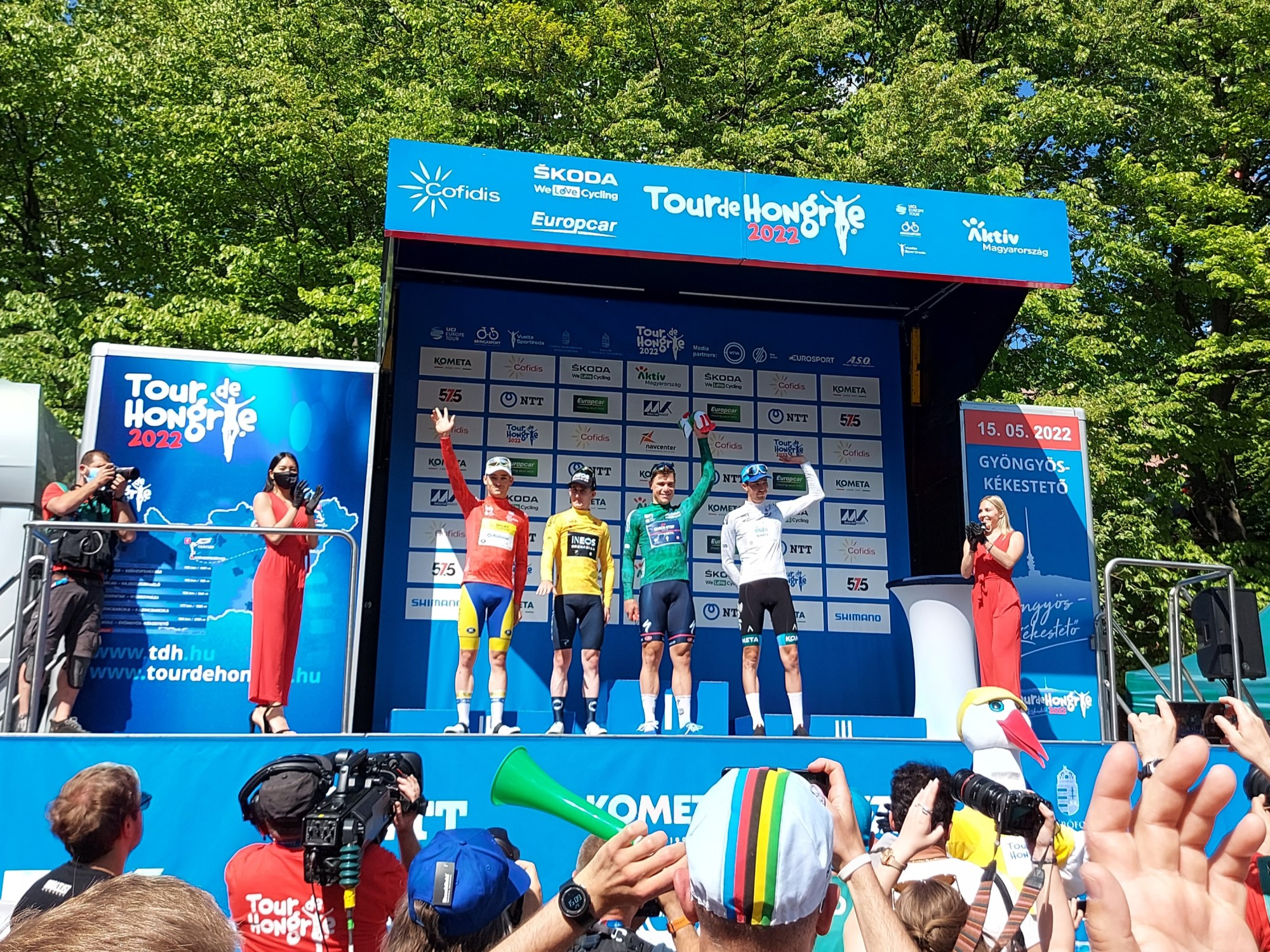
A megkülönböztető trikók győztesei a kékestetői eredményhirdetésen, 2022-es Tour de Hongrie

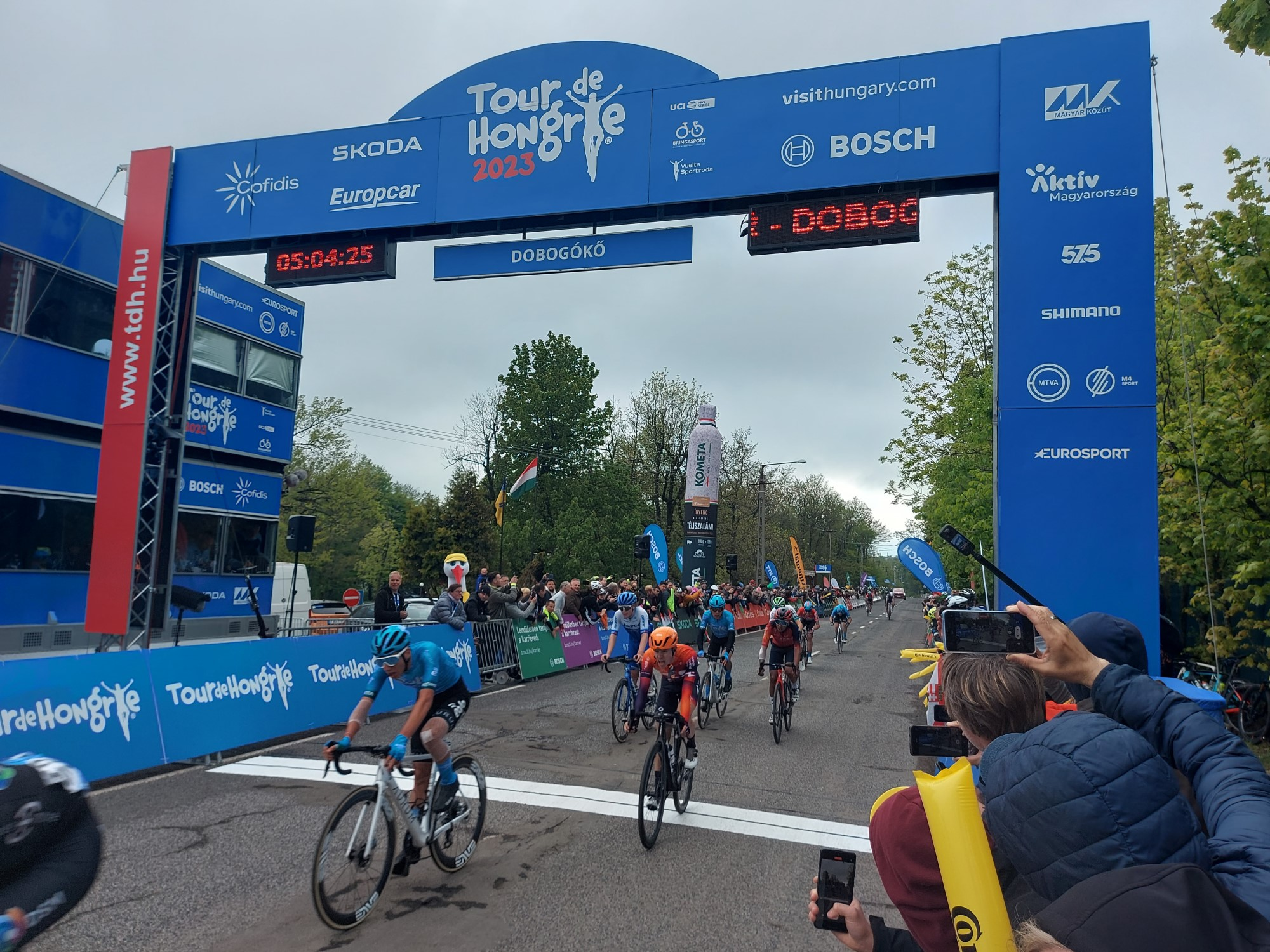
Hegyi befutó Dobogókőn, 2023-as Tour de Hongrie

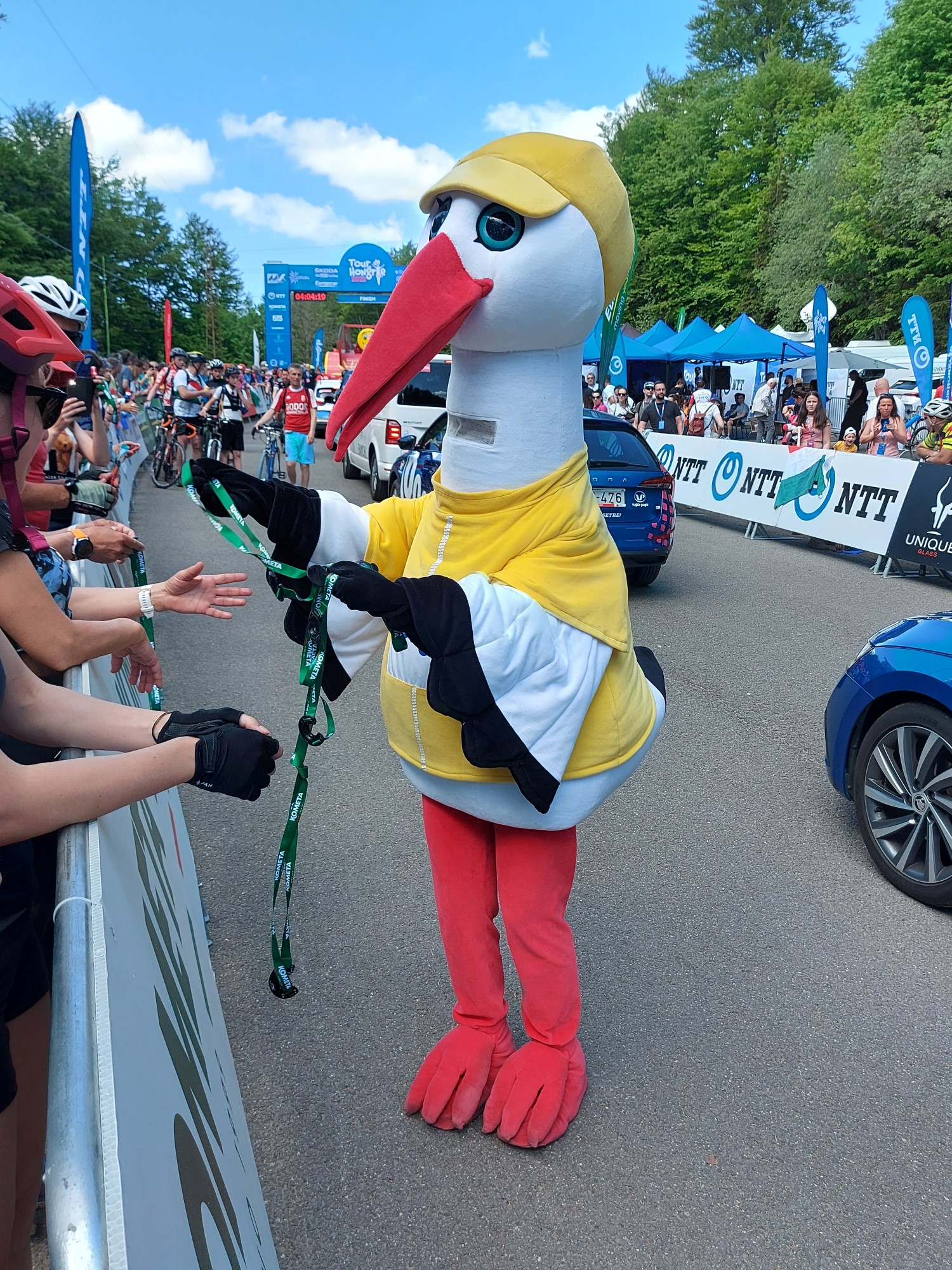
A Tour de Hongrie kabalafigurája: Tudi, a gólya

| Év   | Győztes               | Második              | Harmadik            |
| ---- | --------------------- | -------------------- | ------------------- |
| 1925 | Jerzsabek Károly      | Ladányi Miklós       | Bouska József       |
| 1926 | Vida László           | Hölczl Károly        | Bouska Rezső        |
| 1927 | Vida László           | Huszka Dezső         | Hugyecz Károly      |
| 1929 | Oskar Thierbach       | Jálics Béla          | Istenes János       |
| 1930 | Vasco Bergamaschi     | Peck János           | Andrea Minasso      |
| 1931 | Liszkay István        | Nemess István        | Guglielmo Segato    |
| 1932 | Vitéz József          | Nemess István        | Livio Carlotti      |
| 1933 | Kurt Stettler         | Hans Martin          | Orczán László       |
| 1934 | Szenes Károly         | Liszkay István       | Mádi Béla           |
| 1935 | Nemes-Nótás Károly    | Éles Ferenc          | Adorján István      |
| 1937 | Lothar Strakati       | Stanisław Wasilewski | Szalay Antal        |
| 1942 | Barvik Ferenc         | Gere Gyula           | Irházi Mihály       |
| 1943 | Liszkay István        | Gere Gyula           | Lakatos Lajos       |
| 1949 | André Labeylie        | Rudolf Lauscha       | Roger Bourgeteau    |
| 1953 | Kiss-Dala József      | Bartusek Béla        | Bencze Márton       |
| 1955 | Török Győző           | Albert József        | Szabó Lajos         |
| 1956 | Török Győző           | Károlyi              | Bende János         |
| 1962 | Adolf Christian       | Juszkó János         | Horváth Ferenc      |
| 1963 | Mészáros András       | Lothar Höhne         | Juszkó János        |
| 1964 | Stámusz Ferenc        | Juhász Béla          | Dévay András        |
| 1965 | Mahó László           | Balaskó György       | Juszkó János        |
| 1993 | Jens Dittmann         | Kovács Gábor         | Dominique Perras    |
| 1994 | Wolfgang Kotzmann     | Olekszandr Klimenko  | Andreas Lauk        |
| 1995 | Szergej Ivanov        | Alekszandr Kavecki   | Jens Dittmann       |
| 1996 | Alekszander Tolomanov | Istlstekker János    | Eisenkrammer Károly |
| 1997 | Bebtó Zoltán          | Jurij Zajac          | Rothmer Balázs      |
| 1998 | Alekszandr Rotar      | Volodimir Nanajenko  | Eisenkrammer Károly |
| 2001 | Mikoš Rnjaković       | Nagy Róbert          | Roman Broniš        |
| 2002 | Vanik Zoltán          | Jan Faltýnek         | Radek Blahut        |
| 2003 | Remák Zoltán          | Matej Jurčo          | Kacper Sowinski     |
| 2004 | Remák Zoltán          | Phillip Thuaux       | Martin Prázdnovský  |
| 2005 | Lengyel Tamás         | Martin Prázdnovský   | Glen Chadwick       |
| 2006 | Martin Riška          | Remák Zoltán         | Szekeres Csaba      |
| 2007 | Andrew Bradley        | Miroslav Keliar      | Stefan Pöll         |
| 2008 | Hans Bloks            | Vladimir Kerkez      | Ivan Stević         |
| 2015 | Tom Thill             | Andi Bajc            | James Early         |
| 2016 | Mihkel Räim           | Oleksandr Polivoda   | Daniel Turek        |
| 2017 | Daniel Jaramillo      | Peák Barnabás        | Tadej Pogačar       |
| 2018 | Manuel Belletti       | Kamil Małecki        | Paolo Totò          |
| 2019 | Krists Neilands       | Dina Márton          | Valter Attila       |
| 2020 | Valter Attila         | Quinn Simmons        | Damien Howson       |
| 2021 | Damien Howson         | Ben Hermans          | Antonio Tiberi      |
| 2022 | Edward Dunbar         | Óscar Rodríguez      | Samuele Battistella |
| 2023 | Marc Hirschi          | Ben Tulett           | Yannis Voisard      |
| 2024 | Thibau Nys            | Emanuel Buchmann     | Wout Poels          |
| 2025 | Harold Martín López   | Alessandro Covi      | Albert Philipsen    |

## Külső hivatkozások
- Hivatalos honlap
- Nem hivatalos honlap